# Phase One: Celebrity Take Down
 (février 2017).
Si vous disposez d'ouvrages ou d'articles de référence ou si vous connaissez des sites web de qualité traitant du thème abordé ici, merci de compléter l'article en donnant les références utiles à sa vérifiabilité et en les liant à la section « Notes et références ».
Phase One: Celebrity Take Down est un DVD créé par Gorillaz, paru en novembre 2002 aux États-Unis et en Angleterre ainsi qu'en février 2003 au Japon. 
Le DVD compile les vidéos et les animatics[Quoi ?] liées à la sortie du premier album du groupe, Gorillaz, ainsi que les singles. Le DVD est fourni avec un CD-ROM contenant des fonds d'écran, des économiseurs d'écran, des jeux et d'autres fonctions spéciales. Une édition limitée a été vendue avec une carte de Kong Studios, une feuille d'autocollants et un livret de 52 pages. Le DVD lui-même suit une petite histoire permettant d'incarner un inspecteur de police envoyé visiter les Kong Studios en raison de phénomènes étranges qui s'y seraient passés.

## Contenu du DVD
1. Introduction – 1:20
2. Tomorrow Comes Today (Vidéo) – 3:15
3. Game of Death (G-Bite) – 1:00
4. Clint Eastwood (Vidéo) – 4:44
5. Clint Eastwood (Animatics) – 4:44
6. Clint Eastwood (Storyboards)
7. Galerie d'images – 6:13
8. The Eel (G-Bite) – 1:00
9. 19/2000 (Vidéo) – 3:55
10. 19/2000' (Animatics) – 3:55
11. 19/2000 (Storyboards)
12. 2D Interview – 0:55
13. Free Tibet (G-Bite) – 1:00
14. Rock The House (Vidéo) – 3:15
15. Rock The House (Animatic) – 3:15
16. Rock The House (Storyboards)
17. Jump The Gut (G-Bite) – 1:15
18. 5/4 (Animatics abandonnés) – 3:00
19. Hey, Our Toys Have Arrived ! (G-Bite) – 0:45
20. Clint Eastwood (Live aux BRIT) – 4:12
21. Clint Eastwood (Live aux Golden Music Awards) – 4:15
22. The Charts of Darkness (Faux documentaire) – 24:55
23. M1A1 (Live) – 4:01
24. Tomorrow Comes Today (Live) – 3:15
25. Dracula (Live) – 4:44
26. Punk (Live) – 1:36
27. 5/4 (Live) – 3:00
28. Sound Check (Gravity) (Live) – 4:34
29. Gorillaz Website Tour – 10:03
30. Dr. Wurzel's Winnebago – 6:11
31. Fancy Dress (G-Bite perdu) – 0:45
32. Lil' Dub Chefin (Vidéo) et les crédits de fin – 4:45
33. Bonus Cachés

## Description du contenu
Les vidéos et autres bonus sont répartis à travers 7 pièces des Kong Studios : les chambres des 4 membres fictifs du groupe, les toilettes, la salle de cinéma et la salle informatique.

## Détails de sortie
Le DVD a été publié dans les pays suivants, en novembre 2002 puis en février 2003 :
| Pays        | Date             | Étiquette      | Format | Catalogue |
| Royaume-Uni | 18 novembre 2002 | Parlophone     | DVD    | 490 1310  |
| États-Unis  | 26 novembre 2002 | Virgin Records | DVD    | 90132     |
| Japon       | 26 février 2003  | Toshiba-EMI    | DVD    |           |